# معرض دوريا بامفيلي
معرض دوريا بامفيلي هو متحف فني يقع في مدنية روما، إيطاليا، المتحف ومقتنياته مملوك من قبل عائلة دوريا بامفيلي.